# Ђаво из Лоун Пајна
Ђаво из Лоун Пајна (енгл. Lone Pine Mountain Devil) је назив за криптида који се наводно појављује на подручу око града Лоун Пајна у Калифорнији, подручју планинског ланца Сијера Невада, подручју југозапада САД и сјевера Мексика.

## Други називи
Овај криптид је знан још као Калифорниски планински ђаво (енгл. California Mountain Devil).

## Опис криптида
Описан је као диносаур Теропод. Величине је одраслог човјека, брз је и окретан, добар пењач по дрвећу и добар летач, има отрован угриз и оштре мале зубе у чељустима, дуг реп, крила слична крилима шишмиша са 3 канџе, и оштре канџе на ногама.

## У митологији
У митологији сјеверноамерички Индијанаца Ђавол из Лоун Пајна је чувар мира у природи и он убија само оне који ремете мир и склад.

## Хронологија сусрета са овим бићем и виђења
- Ђавол из Лоун Пајна се први пут спомиње за вријеме "Златне грознице" и насељавања запада САД-а. Први досељеници, укључујући и трагаче за златом, почели су ширити приче о проналасцима многи лешеве којота и амерички краткорепи мачака у планинским и пустињским подручјима на југозападу САД-а средином 19 вијека. Не зна се тачно ко је први Ђаволу из Лоун Пајна дао име, али се оно почело ширити међу досељеницима. Такође се спомињале и приче о нестанцима људи, породица па чак и цјели колона досељеника, и проналасцима лешева људи код који су пронађене огреботине од непознати животиња и да су им главе биле оглодане до кости;
- Од раних 1900-их година виђења Ђавола из Лоун Пајна су се смањила и од 1928. год. престају долазити извјешћа о виђењима. Разлог за смањење виђења би могао бити велики прилив становништва у јужну Калифорнију (у околине градова Лос Анђелес и Сан Дијего) почетком 20. вјека и могућност да је Ђавол из Лоун Пајна са временом нестао. До данас непостоји ни једна фотографија ни видео запис на коме је ухваћен Ђавол из Лоун Пајна;
- Након дуги година порицања постојања Ђавола из Лоун Пајна, у 21. вијеку су почеле пристизати вјести о виђењима. Пораст виђења се десио од 2003. до 2010. године.